# Prisenhof Hamburg
Der Prisenhof Hamburg war von 1939 bis 1945 ein deutsches Prisengericht erster Instanz und verantwortlich für Prisensachen.

## Geschichte
Mit Ausbruch des Zweiten Weltkriegs entstand der Bedarf einer Prisengerichtsbarkeit erneut. Die am 28. August 1939 veröffentlichte erneuerte Prisengerichtsordnung richtete daher einen Prisenhof als Eingangsgerichte und den Oberprisenhof in Berlin als zweite Instanz ein. Anfangs existierte nur der Prisenhof in Hamburg und ab 1941 auch ein zweiter in Berlin. Der Prisenhof in Hamburg hatte den Bereich des Mittelmeeres und des Schwarzen Meeres und der Prisenhof in Berlin nach dessen Einrichtung das nördliche Eismeer und die Ostsee als Verantwortungsbereich zugewiesen bekommen.
Beispiele für Urteile des Prisenhofes Hamburg waren die Prisensachen Hanonia, Storstad, Nordstern, Dorpat und Moero. Die erstinstanzliche Entscheidung des Prisenhofs Hamburg zur Korsnes und der Drau ging zur zweitinstanzlichen Entscheidung an den Oberprisenhof nach Berlin.

## Reichskommissare
- Konteradmiral z. V./Vizeadmiral z. V. Alexander Werth: von September 1939 bis Ende April 1942 (†)
- Kapitän zur See/Konteradmiral z. V. Max Kühne: kommissarisch von Ende April 1942 bis Ende September 1942
- Vizeadmiral z. V. Ernst Wolf: von Oktober 1942 bis Ende Februar 1945

## Stellvertretende Reichskommissare
- Konteradmiral z. V. Heinrich Kehrhahn: von September 1939 bis Januar 1940
- Vizeadmiral z. V. Eugen Lindau: von Januar 1940 bis Ende Mai 1940
- Vizeadmiral z. V. Ernst Junkermann: von Ende Mai 1940 bis Ende Februar 1941, anschließend Reichskommissar am Prisenhof Berlin-Südost

## Richter
Im Gegensatz zu der Besetzung am Oberprisenhof Berlin war der Prisenhof nur mit vier Richtern besetzt. Hierbei war ein Vorsitzender, zwei Richter mit Befähigung zum Richteramt und ein Seeoffizier zuzuteilen.
Folgende Seeoffiziere waren als Richter benannt:
- Konteradmiral z. V. Siegfried Claaßen: von September 1939 bis Mitte Februar 1943
- Konteradmiral z. V. Carl August Claussen: von Februar 1943 bis Mai 1943
- Konteradmiral z. V. Walther Koehler: von März 1943 bis Dezember 1944, ehemaliger Reichskommissar am Prisenhof Berlin-Riga und am Prisenhof Berlin
- Vizeadmiral Kurt Slevogt: von Juli 1943 bis Kriegsende
- Konteradmiral Helmuth Kienast: von Februar 1945 bis Kriegsende